# Gymnangium explorationis
Gymnangium explorationis is een hydroïdpoliep uit de familie Aglaopheniidae. De poliep komt uit het geslacht Gymnangium. Gymnangium explorationis werd in 2003 voor het eerst wetenschappelijk beschreven door Vervoort & Watson. 